# Remona Fransen
Remona Fransen (ur. 25 listopada 1985 w Dordrechcie) – holenderska lekkoatletka specjalizująca się w wielobojach lekkoatletycznych.
W 2011 niespodziewanie zdobyła brązowy medal halowych mistrzostw Europy w pięcioboju. Uczestniczka mistrzostw świata w Daegu (2011) oraz mistrzostw Europy w Helsinkach (2012).
Medalistka mistrzostw kraju oraz reprezentantka Holandii w meczach międzypaństwowych, pucharze Europy w wielobojach lekkoatletycznych i drużynowym czempionacie Starego Kontynentu.
Rekordy życiowe: pięciobój – 4665 pkt. (4 marca 2011, Paryż); siedmiobój – 6198 pkt. (17 lipca 2011, Ratingen); skok wzwyż (hala) – 1,92 m (4 marca 2011, Paryż), ten ostatni rezultat był do 2014 roku rekordem Holandii.

## Osiągnięcia
| Rok  | Impreza                                | Miejsce   | Konkurencja | Lokata      | Wynik     |
| ---- | -------------------------------------- | --------- | ----------- | ----------- | --------- |
| 2004 | Superliga pucharu Europy w wielobojach | Hengelo   | siedmiobój  | 25. miejsce | 4983 pkt. |
| 2005 | Superliga pucharu Europy w wielobojach | Bydgoszcz | siedmiobój  | 26. miejsce | 5238 pkt. |
| 2008 | Superliga pucharu Europy w wielobojach | Hengelo   | siedmiobój  | 21. miejsce | 5249 pkt. |
| 2009 | I liga drużynowych mistrzostw Europy   | Bergen    | skok wzwyż  | 11. miejsce | 1,75      |
| 2009 | Superliga pucharu Europy w wielobojach | Szczecin  | siedmiobój  | 21. miejsce | 5665 pkt. |
| 2010 | I liga pucharu Europy w wielobojach    | Hengelo   | siedmiobój  | 1. miejsce  | 5993 pkt. |
| 2011 | Halowe mistrzostwa Europy              | Paryż     | pięciobój   | 3. miejsce  | 4665 pkt. |
| 2011 | Superliga pucharu Europy w wielobojach | Toruń     | siedmiobój  | 3. miejsce  | 5962 pkt. |
| 2011 | Mistrzostwa świata                     | Daegu     | siedmiobój  | 18. miejsce | 6027 pkt. |
| 2012 | Mistrzostwa Europy                     | Helsinki  | siedmiobój  | 11. miejsce | 5964 pkt. |
| 2013 | Halowe mistrzostwa Europy              | Göteborg  | pięciobój   | 4. miejsce  | 4571 pkt. |